# Brosville
Brosville est une commune française située dans le département de l'Eure, en région Normandie.

## Géographie

### Localisation
Brosville est une commune du Centre-Est du département de l'Eure. Son territoire, situé entre Évreux et Louviers, s'étend au cœur de la vallée de l'Iton et déborde sur les deux plateaux limitrophes : à l'est, la campagne de Saint-André, et à l'ouest, la campagne du Neubourg. L'atlas des paysages de Haute-Normandie la classe au sein de l'unité paysagère de la vallée de l'Iton. Toutefois, l'Agreste, le service de la statistique et de la prospective du ministère de l'Agriculture, de l'Agroalimentaire et de la Forêt, la classe au sein de la campagne du Neubourg (en tant que région agricole). Du fait de sa position, le bourg de la commune est enfermé dans un paysage clos par les coteaux boisés de la vallée. Seules les parties situées sur les plateaux présentent un caractère ouvert. À vol d'oiseau, Brosville est à 9,5 km au nord d'Évreux, à 12,5 km au sud-ouest de Louviers, à 16 km à l'est du Neubourg et à 37 km au sud de Rouen.
| Houetteville             | La Vacherie                           | La Vacherie |
| Bérengeville-la-Campagne | Brosville                             | Émalleville |
| Tourneville              | Tourneville, Saint-Germain-des-Angles |             |

### Hydrographie
La commune est située dans le bassin Seine-Normandie. Elle est drainée par l'Iton et le fossé 01 de Belle-Roche,,.
L'Iton entre sur le territoire de la commune par le sud, au lieu-dit les Angles, selon un axe sud-est/nord-ouest. Ensuite, elle s'oriente à l'ouest au lieu-dit le moulin Heulin (elle marque alors la limite avec Tourneville), puis vire au  nord-est avant de traverser le bourg. Elle s'évacue par le nord en direction de Houetteville. D'une longueur de 132 km, elle prend sa source dans la commune de Mahéru et se jette  dans l'Eure à Acquigny, après avoir traversé 39 communes.

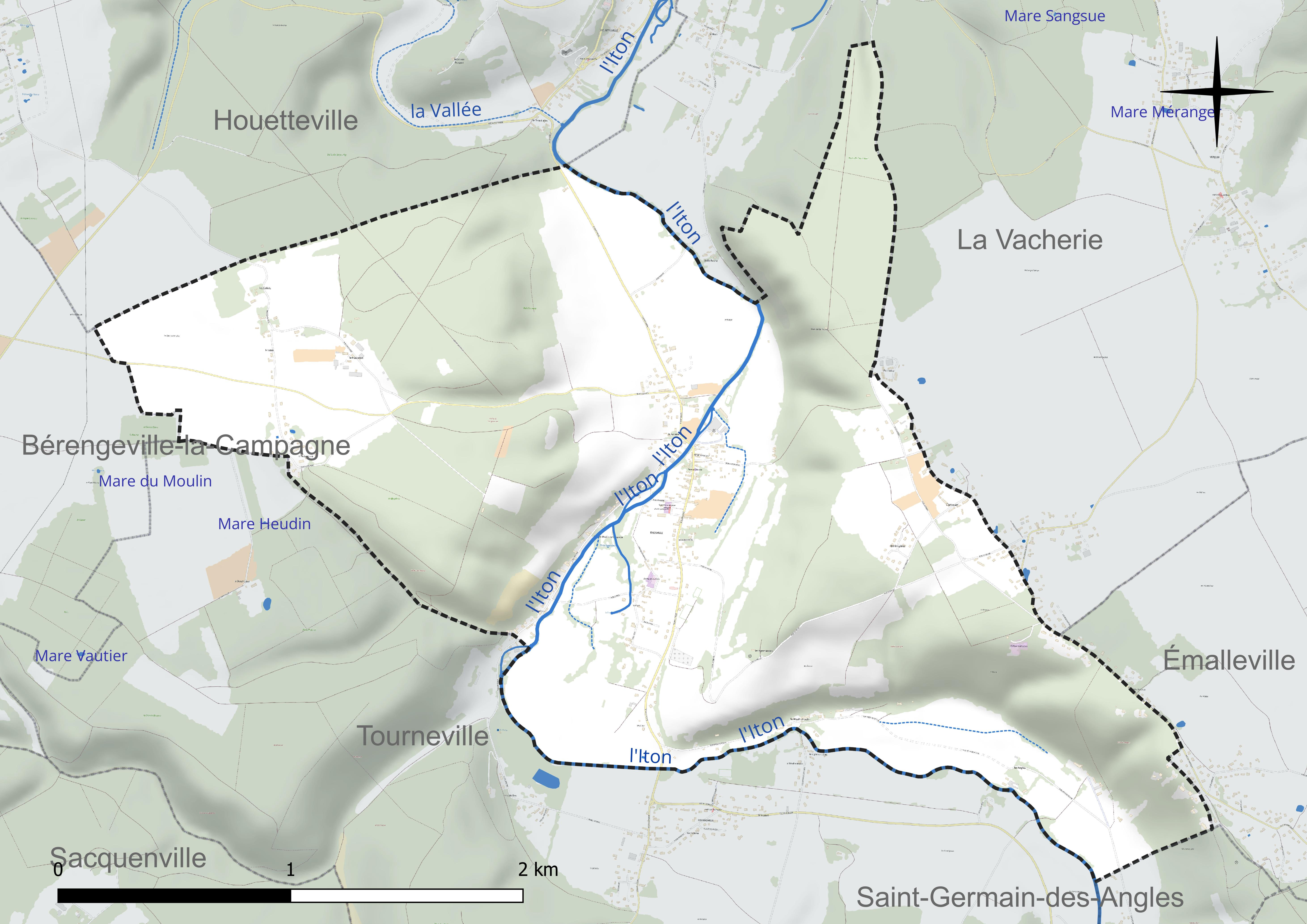
Réseau hydrographique de Brosville.

### Climat
Pour des articles plus généraux, voir Climat de la Normandie et Climat de l'Eure.
En 2010, le climat de la commune est de type climat océanique dégradé des plaines du Centre et du Nord, selon une étude du CNRS s'appuyant sur une série de données couvrant la période 1971-2000. En 2020, Météo-France publie une typologie des climats de la France métropolitaine dans laquelle la commune est exposée à un climat océanique et est dans la région climatique  Côtes de la Manche orientale, caractérisée par un faible ensoleillement (1 550 h/an) ; forte humidité de l’air (plus de 20 h/jour avec humidité relative > 80 % en hiver), vents forts fréquents.
Pour la période 1971-2000, la température annuelle moyenne est de 10,5 °C, avec  une amplitude thermique annuelle de 14 °C. Le cumul annuel moyen de précipitations est de 673 mm, avec 11,4 jours de précipitations en janvier et 8,1 jours en juillet. Pour la période 1991-2020, la température moyenne annuelle observée sur la station météorologique la plus proche, située sur la commune de Huest à 10 km à vol d'oiseau, est de 11,2 °C et le cumul annuel moyen de précipitations est de 600,6 mm,. Pour l'avenir, les paramètres climatiques de la commune estimés pour 2050 selon différents scénarios d’émission de gaz à effet de serre sont consultables sur un site dédié publié par Météo-France en novembre 2022.

## Urbanisme

### Typologie
Au 1er janvier 2024, Brosville est catégorisée commune rurale à habitat dispersé, selon la nouvelle grille communale de densité à 7 niveaux définie par l'Insee en 2022.
Elle est située hors unité urbaine. Par ailleurs la commune fait partie de l'aire d'attraction d'Évreux, dont elle est une commune de la couronne,. Cette aire, qui regroupe 108 communes, est catégorisée dans les aires de 50 000 à moins de 200 000 habitants,.

### Occupation des sols
L'occupation des sols de la commune, telle qu'elle ressort de la base de données européenne d’occupation biophysique des sols Corine Land Cover (CLC), est marquée par l'importance des territoires agricoles (50,6 % en 2018), une proportion sensiblement équivalente à celle de 1990 (51,4 %). La répartition détaillée en 2018 est la suivante : 
forêts (44,5 %), terres arables (29,7 %), prairies (12,9 %), zones agricoles hétérogènes (8 %), zones urbanisées (4,9 %). L'évolution de l’occupation des sols de la commune et de ses infrastructures peut être observée sur les différentes représentations cartographiques du territoire : la carte de Cassini (XVIIIe siècle), la carte d'état-major (1820-1866) et les cartes ou photos aériennes de l'IGN pour la période actuelle (1950 à aujourd'hui).

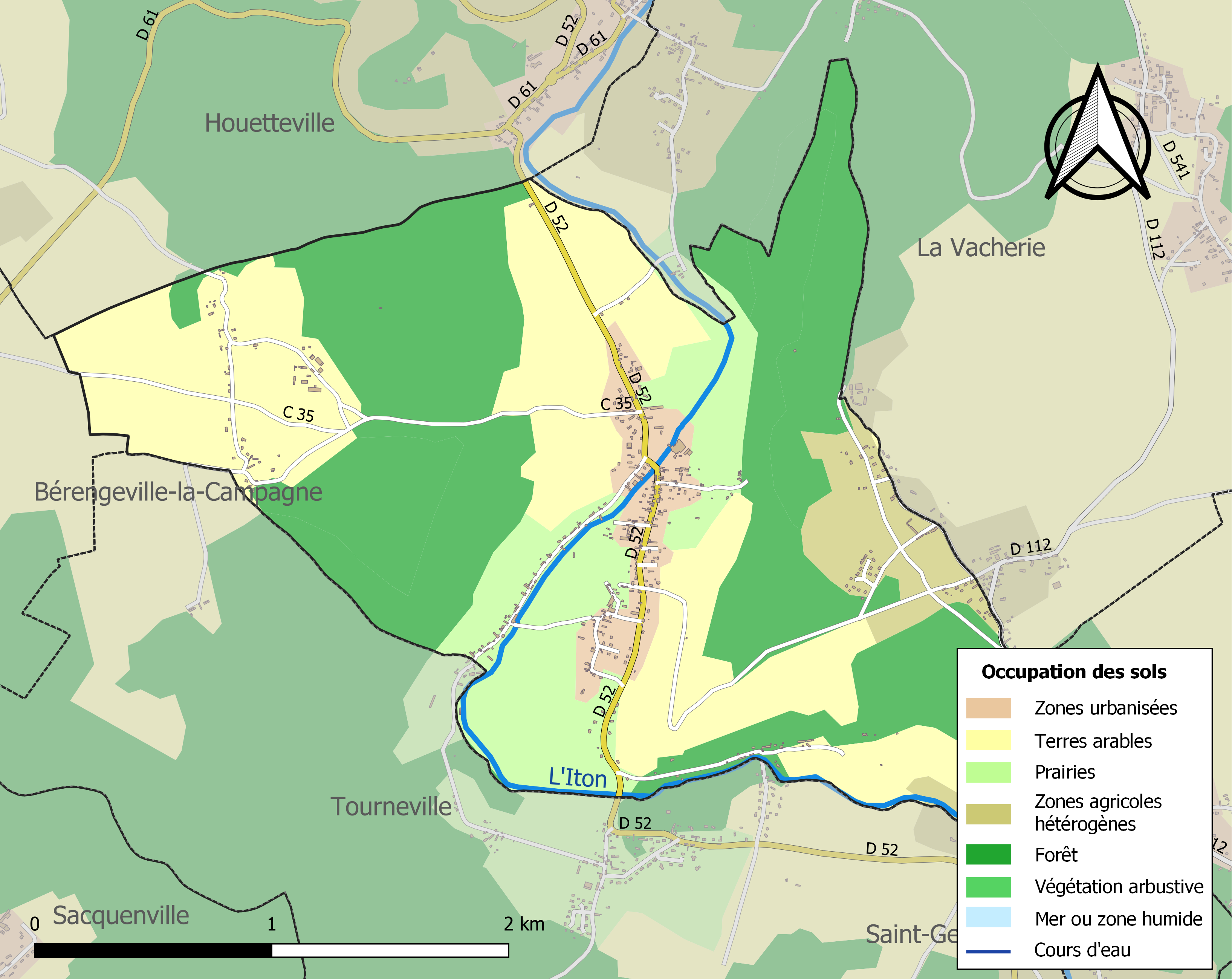
Carte des infrastructures et de l'occupation des sols de la commune en 2018 (CLC).

## Toponymie
Le nom de la localité est attesté sous les formes latinisées Brocvilla en 1027 (charte de Richard II), Brochvilla en 1067 (charte de Guillaume le Conquérant), Broovilla vers 1190 (charte de la Noë), Brovilla en 1220 (charte de Saint-Etienne de Renneville), Broveila en 1235 (histoire manuscrite de la maison de Chambray), Brauville au XVe siècle (dénombrement de la vicomté de Conches).
Il s'agit d'un toponyme en -ville au sens ancien de « domaine rural », précédé d’un anthroponyme comme c’est généralement le cas. Peut-être est-ce le nom de personne anglo-saxon Broc qui semble attesté en Angleterre (dans Brockhurst, Brockton, etc.), scandinave Brokkr ou germanique continental Broco, bien que cette dernière hypothèse, ancienne, n'ait plus la faveur des toponymistes aujourd'hui.
On note encore à l'appui de cette hypothèse un autre Brosville à Saint-Étienne-sous-Bailleul (Eure, Brochvilla 1025) et le nom de deux personnages mentionnés en 1025 dans la région de Bernay (Eure) : Goiffredus Broc et Hugo Broc.
Le nom de la forêt de Brotonne contient possiblement le même nom de personne.

## Histoire
Occupation humaine depuis l'époque celtique.
Le village fut donné par Rollon aux évêques d'Évreux qui y firent construire un manoir ; celui-ci fut détruit en 1669.
Au XVIIIe siècle, Brosville était chef-lieu d'une sergenterie.

## Politique et administration

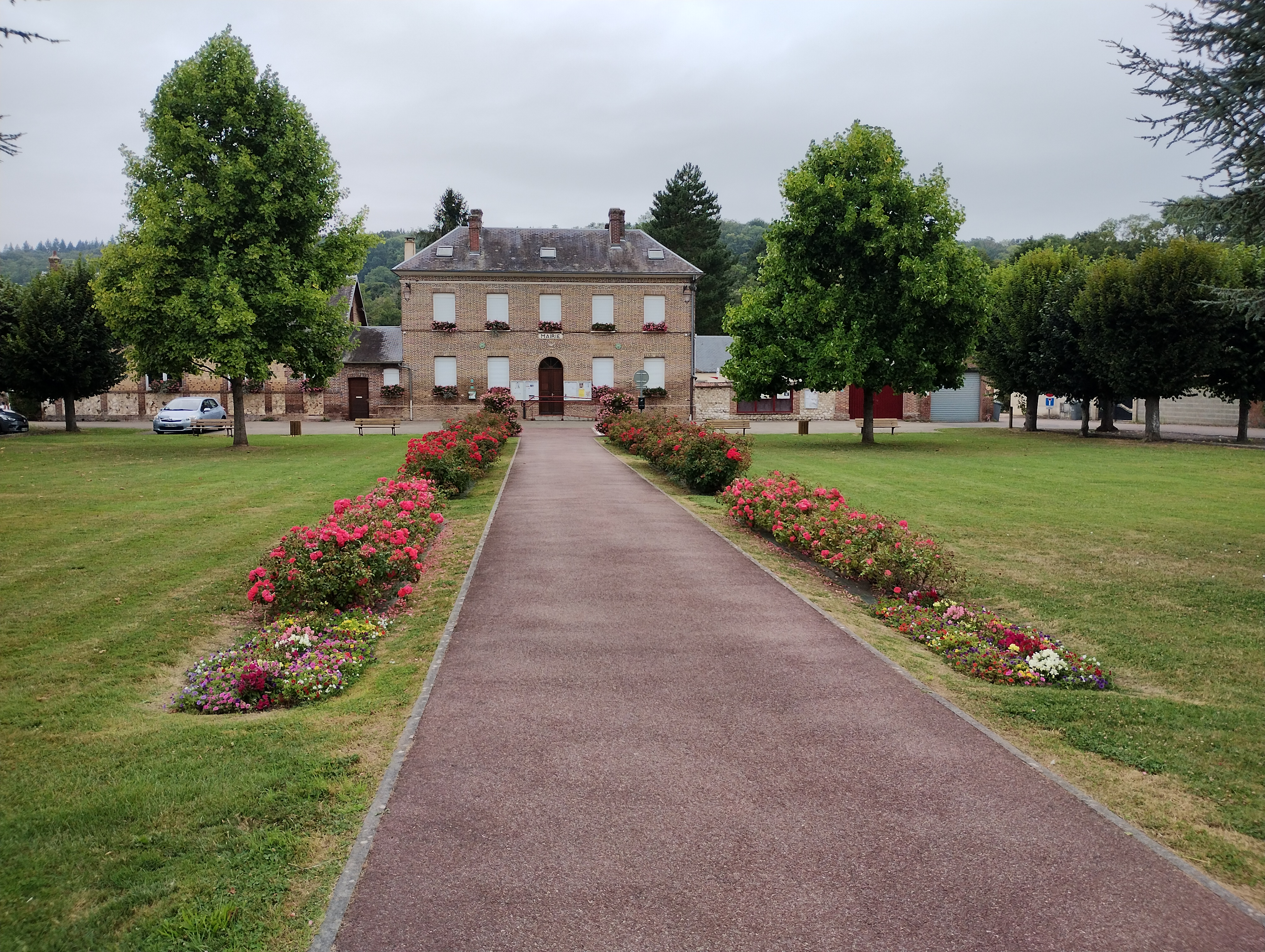
Mairie

| Période                                  | Période   | Identité      | Étiquette | Qualité |
| ---------------------------------------- | --------- | ------------- | --------- | ------- |
| mars 2001                                | mars 2008 | Josette Buard |           |         |
| mars 2008                                | En cours  | Marc Romet    | DVD       | Employé |
| Les données manquantes sont à compléter. |           |               |           |         |

## Population et société

### Démographie
L'évolution du nombre d'habitants est connue à travers les recensements de la population effectués dans la commune depuis 1793. Pour les communes de moins de 10 000 habitants, une enquête de recensement portant sur toute la population est réalisée tous les cinq ans, les populations de référence des années intermédiaires étant quant à elles estimées par interpolation ou extrapolation. Pour la commune, le premier recensement exhaustif entrant dans le cadre du nouveau dispositif a été réalisé en 2004.

En 2022, la commune comptait 647 habitants, en évolution de +3,19 % par rapport à 2016 (Eure : −0,25 %, France hors Mayotte : +2,11 %).
| 1793 | 1800 | 1806 | 1821 | 1831 | 1836 | 1841 | 1846 | 1851 |
| ---- | ---- | ---- | ---- | ---- | ---- | ---- | ---- | ---- |
| 412  | 376  | 452  | 389  | 438  | 429  | 471  | 416  | 381  |

| 1856 | 1861 | 1866 | 1872 | 1876 | 1881 | 1886 | 1891 | 1896 |
| ---- | ---- | ---- | ---- | ---- | ---- | ---- | ---- | ---- |
| 394  | 371  | 412  | 374  | 384  | 348  | 350  | 308  | 336  |

| 1901 | 1906 | 1911 | 1921 | 1926 | 1931 | 1936 | 1946 | 1954 |
| ---- | ---- | ---- | ---- | ---- | ---- | ---- | ---- | ---- |
| 321  | 373  | 359  | 336  | 329  | 305  | 306  | 365  | 340  |

| 1962 | 1968 | 1975 | 1982 | 1990 | 1999 | 2004 | 2006 | 2009 |
| ---- | ---- | ---- | ---- | ---- | ---- | ---- | ---- | ---- |
| 330  | 330  | 409  | 434  | 573  | 601  | 636  | 637  | 645  |

| 2014 | 2019 | 2022 | - | - | - | - | - | - |
| ---- | ---- | ---- | - | - | - | - | - | - |
| 631  | 646  | 647  | - | - | - | - | - | - |

### Santé
La ville possède un centre de soins lié à l'addiction de l'alcool.

## Culture locale et patrimoine

### Lieux et monuments

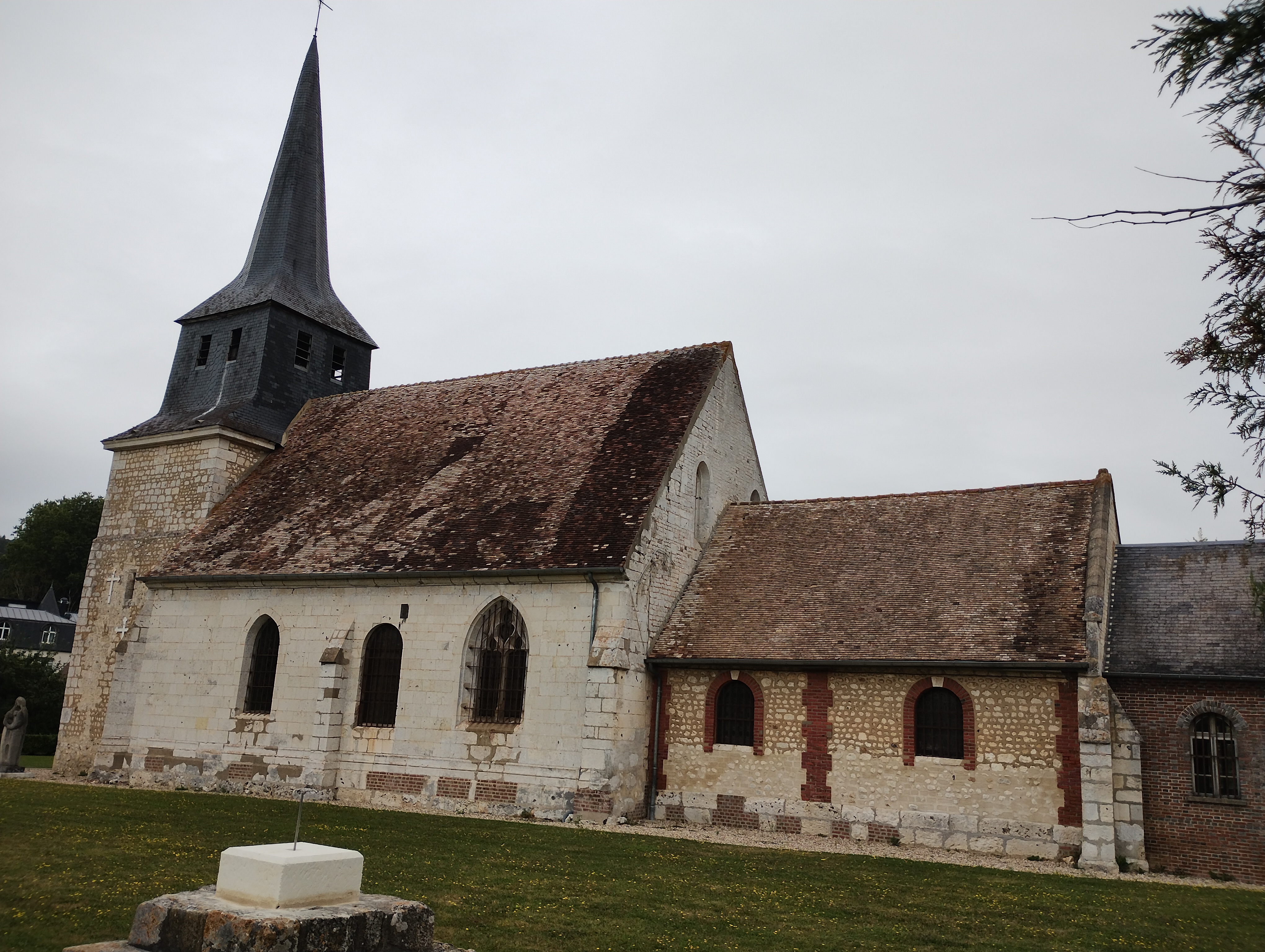
L'église Saint-Martin

- L'église Saint-Martin remonte au XIe siècle et conserve quelques traces de cette époque dont le portail roman, une fenêtre date du XVIe siècle, l'ensemble fut très remanié au XVIIIe siècle.
- On note de nombreux fers à cheval cloués sur la porte de l'église, probablement en rapport avec saint Martin et son cheval. L'ancienne cloche se trouve sur un socle près de l'église.

On y trouve aussi :
- un lavoir ;
- deux pigeonniers et les pigeons ;
- d'anciens moulins.

### Héraldique
|  | Les armoiries de Brosville se blasonnent ainsi : Écartelé au 1) d'azur à la crosse d'or, au 2) d’or au Saint martin à cheval de sable, habillé de gueules, coupant son manteau pour le donner à un pauvre aussi de sable, au 3) d'or à saint fiacre priant à genoux avec sa bêche en barre entre les bras, le manche sur l'épaule, fer en bas, le tout de sable, au 4) d'argent à la croix alésée de sable. |